# 則定衛
則定 衛（のりさだ まもる、1938年7月21日 - ）は、日本の元検察官、弁護士。大阪府出身。

## 略歴
- 1961年（昭和36年）3月：東京大学法学部第1類（私法コース）卒業[1]
- 1963年（昭和38年）4月：検事任官
- 1990年（平成2年）12月：奈良地方検察庁検事正
- 1991年（平成3年）10月：法務省大臣官房長
- 1993年（平成5年）12月：法務省刑事局長
- 1996年（平成8年）1月：法務事務次官
- 1998年（平成10年）6月：東京高等検察庁検事長
- 1999年（平成11年）：4月13日付けで辞職[2]　10月に弁護士登録
- 2001年（平成13年）6月：株式会社小林洋行監査役、有機合成薬品工業株式会社監査役
- 2003年（平成15年）6月：三機工業株式会社監査役
- 2005年（平成17年）6月：株式会社小林洋行取締役
- 日本パナユーズ株式会社顧問、　　日本リスクコントロール最高顧問。

## 疑惑報道
1999年、月刊誌「噂の眞相」5月号が「高検検事長が愛人ホステスを公費出張に同伴し偽名で宿泊、愛人と別れる際には慰謝料をパチンコ業者に肩代わりさせた」という女性スキャンダルをスクープとして報道し、朝日新聞が同年4月9日付でこれを引用する形で一面トップ記事としたことから主要新聞、スポーツ紙、週刊誌も大々的にこの問題を報じ、混乱の責任をとらされる形で辞任に追い込まれた。女性スキャンダルがここまで大きくなった背景には、時の法相・中村正三郎が指揮権を発動しようとするなど権力の私的行使により辞職するなど法務省・捜査当局に対する世間の厳しい風当たりや、ゴシップ誌の「噂の真相」を新聞が引用する形で一面記事にするという極めて異例な報道展開であったことも一因にある。またこの疑惑の内部調査を担当した堀口勝正が「浮気はあったかもしれないが、みんな浮気を活力にしている」「三流雑誌の記事を一面トップに引用するなんて追い落としの謀略だ。朝日新聞は謀略新聞だと思っている」といった発言をしたとされることが取り沙汰され火に油を注ぐ結果となってしまった。菅沼栄一郎などは「情報公開しろ」とニュース番組で執拗に責め立てた。後に問題となった検察庁の調査活動費流用疑惑は則定スキャンダルにもつながっていると指摘する検察関係者の声もある。2001年には保坂展人が、国会に提出した質問主意書の中で、則定の女性との交際に調査活動費流用があったかについて質問している。なお女性の堕胎費用を肩代わりした件については、最高検は調査で「則定が自分の口座の小切手を使っていたことが判明したことで調査活動費を流用したわけではないことが確認された」としている。

## 退官後の活動
検察庁退官後は、弁護士として主に企業を相手にした活動をしている。
武富士会長（事件当時）の武井保雄と武富士によるジャーナリスト宅盗聴事件の刑事裁判で被告弁護人を務めたり、小沢一郎民主党幹事長の陸山会事件において小沢のアドバイザーとして動いている事が『週刊文春』に報じられ話題となった。また石川知裕ら元秘書3人の弁護団と小沢一郎の弁護団を統括していると読売新聞に報じられている。